# Heteroctenia obsequiosa
Heteroctenia obsequiosa är en fjärilsart som beskrevs av Paul Dognin 1924. Heteroctenia obsequiosa ingår i släktet Heteroctenia och familjen mätare. Inga underarter finns listade i Catalogue of Life.